# Bispering
Bisperingen (latin:  anulus pontificalis) er et af embedstegnene, som bruges af katolske biskopper. Den forstås som et tegn på, at biskoppen er blevet trolovet med kirken.

## Udformning
Bisperingen kan have varierende udformning. Ofte er den smykket med en ametyst eller en safir. Den violette glans, som især ametysten giver, symboliserer ydmyghed.
Bispering med ædelsten blev faktisk foreskrevet ved den syvende bispesynode i Milano: Bisperingen skulle være af rent guld, og være smykket med en ædelsten.
Bisperinge helt og holdent i guld kom ikke i brug før sent i 1400-tallet og knyttedes an til pavens fiskerring. Mindre almindelige er dobbeltringe med fladt hoved med graveringer.
Det findes også bisperinge af sølv.
Næsten en hel generation af biskopper brugte næsten identiske bisperinge, eller de var i i besiddelse af sådanne. Ved Andet Vatikanerkoncils afslutning den 6. december 1965 fik alle de deltagende biskopper en bispering af guld af pave Paul VI.

## Historisk oprindelse
Det antages, at bisperingen går tilbage til de første århundreder i den kristne tid. Imidlertid er dette langt fra sikkert. Mange af de skikke og gevandter, som den romerske kirke udviklede, var overtaget fra Roms hedenske kult, og det er bekendt, at enhver Flamen Dialis (dvs. den præst, som var særskilt indviet til at frembære de kultiske ofre for guden Jupiter), ligesom senatorerne, havde ret til at bære guldring. Men de forskellige tekster, som er blevet anført fra 300-tallet for at forankre bisperingen i denne tid, har enten vist sig at være falsknerier eller at være for uklare. Således finder man i en passage hos den hellige Augustin, at han har benyttet en ring for at forsegle breve. Men hans samtidige Possidius skriver udtrykkeligt, at Augustin ikke bar nogen ring. Og under alle omstændigheder ville hans brug af en signetring ikke indebære, at ringe indgik blandt biskoppers almindelige insignier.
I et dekret udstedt af pave Bonifacius IV i 610 møder vi imidlertid munke, som ophøjes til biskoppelig værdighed anulo pontificali subarrhatis (anula = ring). Og fra den fjerde Toledosynode i 633 har vi nedfældet reglen, at dersom en biskop er blevet afsat fra sit embede og så senere får det tilbage, skal man give ham hans stola, ring og bispestav (orarium, anulum et baculum) tilbage. Den hellige Isidor af Sevilla kobler omtrent på samme tid ringen sammen med bispestaven, og erklærer at ringen er »et emblem for den pontifikale værdighed eller for beseglingen af hemmeligheder«.

## Symbolikken udfoldes
Fra 800-tallet, hvor bisperingen er omtalt også i det frankiske episkopat, kan man trygt gå ud fra, at ringen var et biskoppeligt ornament, som blev overdraget ved bispevielsen i de fleste dele af den katolske verden, og at den teologiske udlægning, nemlig at bisperingen er et tegn på, at biskoppen er blevet trolovet med kirken, var fast etableret.
I 700- og 800-tallet gengives i det gregorianske sakramentarium og i nogle tidlige pontifikalier en række formularer, som blev benyttet ved overrækkelsen af ringen. Den gregorianske form har i det væsentligste overlevet frem til i dag. Den lød oprindeligt:
»Modtag denne ring, som er troens segl, hvorved du, som selv er smykket med pletfri tro, måtte bevare ubesudlet den troskab, som du har lovet Guds brud, Hans hellige Kirke«.
Eller som det lød i en moderne udgave, ved biskop Bernt Eidsvig av Oslo katolske bispedømmes ordination i 2005:
»Modtag denne ring, tegnet på troskab, og bevar ukrænket og med ubrydelig troskab Kristi brud, den hellige Kirke«.
De to tanker, som kommer klarest til udtryk i den oprindelige version, nemlig seglet (som peger hen mod den biskoppelige diskretion) på den ene side og den ægteskabslignende troskab på den anden, dominerer den symbolik, som knyttes til ringen i næsten hele dens liturgiske brug.
Den anden tanke blev presset så langt, at vi finder kirkelige dekreter, som forordner, at
»en biskop, som forlader den kirke, som han blev viet til og overfører sig selv til en anden, skal betragtes som skyldig i hor, og skal hjemsøges af de samme straffe som den mand, som forlader sin egen hustru og begynder et samliv med en anden kvinde«.
Det var måske denne ægtevielsessymbolik, som lå bag den regel, der er kendt allerede fra 800-tallet om, at bisperingen skulle sættes på den fjerde finger (ved siden af lillefingeren) på højre hånd.
Gammel sædvane tilsiger, at lægfolk eller klerke af lavere rang kysser ringen på biskoppens udstrakte hånd. Der var tider, hvor ringene kunne have sådanne dimensioner, at de blev benyttet som relikviegemmer.
 Der er for få eller ingen kildehenvisninger i denne artikel, hvilket er et problem. Du kan hjælpe ved at angive troværdige kilder til de påstande, som fremføres i artiklen.